# 简朴拟捻螺
简朴拟捻螺（学名：Acteocina simplex）为拟捻螺科拟捻螺属的动物。分布于日本、菲律宾以及中国大陆的广东等地，属于暖水性种类。其一般生活于潮间带砂质底。
其种加词“simplex ”意为“简单的”。